# Vanil Noir
Vanil Noir – szczyt w Alpach Fryburskich, części Alp Zachodnich. Leży w Szwajcarii w kantonach Vaud i Fryburg. Należy do głównego łańcucha Alp Berneńskich. Można go zdobyć ze schroniska Chalet Les Marrindes (1868 m).